# Fritz Grunewald
Fritz Alfred Joachim Grunewald (Bad Kreuznach, 28 de março de 1949 – 21 de março de 2010) foi um matemático alemão, que trabalhou com teoria dos grupos e suas aplicações em teoria dos números, topologia e geometria.

## Biografia
Grunewald estudou matemática e física a partir de 1969 na Universidade de Göttingen e continuou os estudos a partir de 1971 na Universidade de Bielefeld, onde obteve o diploma em 1972 com Andreas Dress  um doutorado em 1973, orientado por Jens Mennicke, com a tese Über eine Gruppe vom Exponenten 8. No pós-doutorado esteve na Queen Mary University of London. Foi depois assistente em Bielefeld, onde obteve a habilitação em 1979. De 1981 a 1992 foi professor na Universidade de Bonn, onde pesquisou também no Instituto Max Planck de Matemática, e foi desde 1992 professor na Universidade de Düsseldorf. Foi dentre outros pesquisador visitante no Instituto de Estudos Avançados de Princeton. Morreu em 2010, provavelmente de embolia pulmonar.
Dentre outros Grunewald lidou com grupos aritméticos na teoria dos números, aplicações da teoria dos grupos em geometria e topologia e investigou a conexão entre funções zeta e simetrias teóricas de grupos. Colaborou com co-autores de diversos países, incluindo Marcus du Sautoy e Dan Segal.

## Obras
- com Jürgen Elstrodt, Jens Mennicke: Group actions on hyperbolic spaces: harmonic analysis and number theory, Springer Verlag 1998
- On some groups which cannot be finitely presented. J. London Math. Soc. (2) 17 (1978), no. 3, 427–436.
- com Dan Segal: Some general algorithms. I. Arithmetic groups. Ann. of Math. (2) 112 (1980), no. 3, 531–583. II. Nilpotent groups. Ann. of Math. (2) 112 (1980), no. 3, 585–617.
- com Segal, Smith: Subgroups of finite index in nilpotent groups. Invent. Math. 93 (1988), no. 1, 185–223.
- com Elstrodt, Mennicke:  Kloosterman sums for Clifford algebras and a lower bound for the positive eigenvalues of the Laplacian for congruence subgroups acting on hyperbolic spaces. Invent. Math. 101 (1990), no. 3, 641–685
- com Blasius, Jens Franke: Cohomology of S-arithmetic subgroups in the number field case. Invent. Math. 116 (1994), no. 1-3, 75–93.
- com Elstrodt: The Petersson Scalar Product, Jahresbericht DMV, Band 100, 1998, Nr. 4
- com Marcus du Sautoy: Analytic properties of zeta functions and subgroup growth. Ann. of Math. (2) 152 (2000), no. 3, 793–833.
- com Martin Bridson: Grothendieck's problems concerning profinite completions and representations of groups. Ann. of Math. (2) 160 (2004), no. 1, 359–373.